# Nordslawen

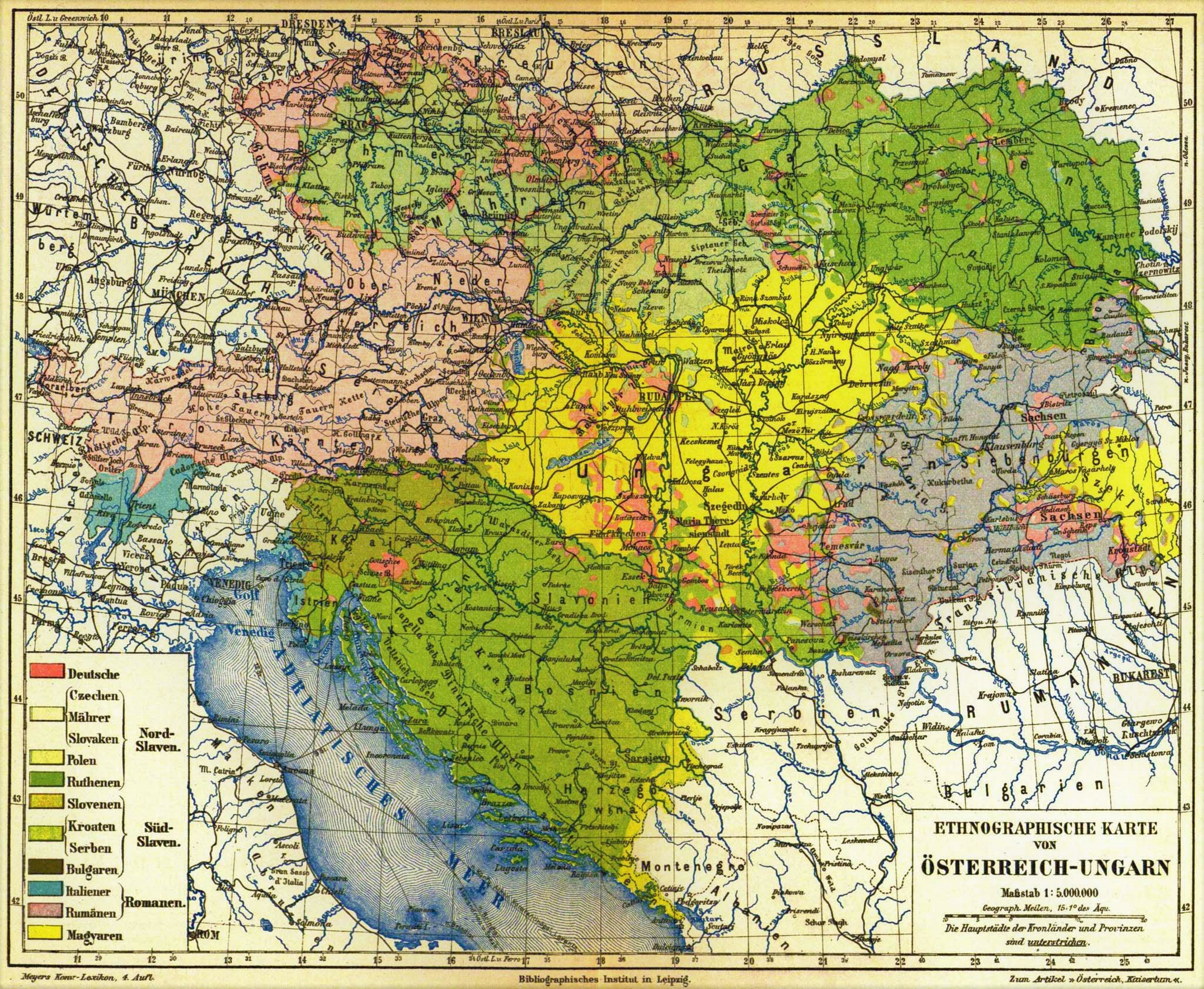
Die Darstellung der Nordslawen als Sammelbegriff für West- und Ostslawen in einer ethnischen Karte Österreich-Ungarns

Die Begriffe Nordslawen bzw. nordslawisch bezeichnen eine Untergruppierung der Slawen. Der Begriff ist aber unklar definiert:
- Ethnographisch als ein umstrittener Oberbegriff für die West- und Ostslawen (im Gegensatz zu den Südslawen am Balkan),
- Als ein vor allem von russischer Seite aufgebrachter Oberbegriff, um eine vermeintlich enge panslawistische Verwandtschaft zwischen Polen, Tschechen und Russen hervorzuheben und damit auch die Zugehörigkeit Polens zu Russland zu begründen
- Sprachwissenschaftlich eine hypothetische vierte slawische Sprachgruppe, die aufgrund der sprachlichen Züge des altnowgoroder Dialekts der Birkenrindenurkunden postuliert wird
- Als eine Gruppe von Plansprachen (eine fiktive vierte slawische Sprachgruppe)